# Лонгтаун (Оклахома)
Лонгтаун (англ. Longtown) — переписна місцевість (CDP) в США, в окрузі Піттсбург штату Оклахома. Населення — 2659 осіб (2020).

## Географія
Лонгтаун розташований за координатами 35°14′33″ пн. ш. 95°31′13″ зх. д. / 35.24250° пн. ш. 95.52028° зх. д. (35.242463, -95.520365).  За даними Бюро перепису населення США в 2010 році переписна місцевість мала площу 93,43 км², з яких 68,69 км² — суходіл та 24,74 км² — водойми.

## Демографія
Згідно з переписом 2010 року, у переписній місцевості мешкало 2739 осіб у 1232 домогосподарствах у складі 831 родини. Густота населення становила 29 осіб/км².  Було 3071 помешкання (33/км²).
Расовий склад населення:
| - 84,1 % — білих - 8,6 % — корінних американців - 0,5 % — чорних або афроамериканців - 0,2 % — азіатів |

До двох чи більше рас належало 6,0 %. Частка іспаномовних становила 1,8 % від усіх жителів.
За віковим діапазоном населення розподілялося таким чином: 16,5 % — особи молодші 18 років, 56,6 % — особи у віці 18—64 років, 26,9 % — особи у віці 65 років та старші. Медіана віку мешканця становила 53,6 року. На 100 осіб жіночої статі у переписній місцевості припадало 102,9 чоловіків;  на 100 жінок у віці від 18 років та старших — 99,8 чоловіків також старших 18 років.
Середній дохід на одне домашнє господарство  становив 56 370 доларів США (медіана — 38 081), а середній дохід на одну сім'ю — 73 637 доларів (медіана — 49 792). Медіана доходів становила 40 175 доларів для чоловіків та 30 913 долари для жінок. За межею бідності перебувало 17,4 % осіб, у тому числі 39,4 % дітей у віці до 18 років та 11,7 % осіб у віці 65 років та старших.
Цивільне працевлаштоване населення становило 1032 особи. Основні галузі зайнятості: освіта, охорона здоров'я та соціальна допомога — 20,1 %, роздрібна торгівля — 19,1 %, транспорт — 10,2 %, будівництво — 9,6 %.